# Bremerhavens voetbalkampioenschap 1906/07
In 1906/07 werd het zevende Bremerhavens voetbalkampioenschap gespeeld. Het was het eerste seizoen dat georganiseerd werd door de Noord-Duitse voetbalbond.  De voorbije seizoenen werd er een competitie georganiseerd door de Fußballverband an der Unterweser. De resultaten hiervan zijn niet meer bekend, enkel dat Bremerhaven-Lehe kampioen werd.
Door de titel mocht de club deelnemen aan de Noord-Duitse eindronde, waar ze het zouden moeten opnemen tegen Bremer SC 1891, maar de club gaf verstek hiervoor. 

## 1. Klasse Unterweser
| Plaats | Club                     | Wed. | W | G | V | Saldo | Ptn |
| ------ | ------------------------ | ---- | - | - | - | ----- | --- |
| 1.     | FC Bremerhaven-Lehe 1899 |      |   |   |   |       |     |
| 2.     | SC Sparta 01 Bremerhaven |      |   |   |   |       |     |
| 3.     | SC 04 Geestemünde        |      |   |   |   |       |     |

|  | Kampioen |